# Здравко Радић
Здравко Радић (Котор, 24. јун 1979) црногорски је ватерполиста који наступа за римски Лацио и црногорску репрезентацију.

## Играчка каријера

##### Приморац( — 2011)
Радић је своју каријеру започео, афирмисао се и најбоље играчке године провео у которском Приморцу. Крајем 90-их и почетком 2000-их овај клуб је носио епитет вјечитог трећепласираног - увијек јаки, никако најјачи - па се, све до осамостаљења Црне Горе, није наосвајао титула. Једини трофеј у поменутом периоду јесте Куп СР Југославије, у сезони 2002/03.
Наредних година, Приморац је био у сјенци комшијског Јадрана, многи играчи су долазили и одлазили, али је присуство Радића било константа. Штавише, сви проблеми са којима се которски клуб тада суочавао нијесу га спријечили да се профилише као један од најпоузданијих чувара мреже у Србији и Црној Гори.
Прва сезона у црногорској лиги (2006—07) донијела је, сасвим неочекивано, смјену на врху. У узбудљивом финишу плеј-офа, Приморац се домогао наслова националног првака. Исти успјех поновљен је и у наредној сезони (2007—08), а онда се кренуло у провес стварања тима који би био конкурентан и у европским оквирима. Пласман у четвртфинале Евролиге (2008), у ком је Которанима за један гол измакао пласман на фајнал-фор, показао је да у овај тим, уз одређене измјене, има штоф за највише домете.
У сезони 2008—09. није одбрањена титула националног првака, али је, на опште изненађење, освојена Евролига. У финалу је побијеђен фаворизовани Про Реко, а Радић је био неприкосновен на голу.
Сезона 2009—10. била је обиљежена жестоком борбом између Приморца и појачаног Јадрана. Новљани су били успјешнији на националном и регионалном нивоу - Которани су, изузмемо ли освајање Купа Црне Горе, опет остали кратких рукава - али је у Евролиги Приморац демонстрирао свој потенцијал. Највећи ривал је дословно почишћен у четвртфиналу. У самој завршници, против освете жељног и силно појачаног Про Река, више од убједљивог пораза (3:9) није се могло. За утјеху, освојен је Суперкуп Европе.
Финансијске прилике у Приморцу су се погоршавале, па се тим осипао и било је питање времена када ће их напустити и први чувар мреже. Неуспјеси у сезони 2010—11. убрзали су распад играчког састава, а Радић је, први пут у својој каријери, напустио матични клуб и отиснуо се ка Ријеци, гдје га је чекао амбициозни пројекат.

##### Приморје(2011 — 2012)
Очекивања јавности да Радић, као већ искусан голман, буде једно од кључних појачања ријечког тима нијесу се остварила. Приморје је сезону на сва четири фронта - првенству Хрватске, Купу Хрватске, Јадранској лиги и Лиги шампиона - завршило на другом мјесту, а Которанин је био у сјенци Давора Цара, ријетко је бранио, па је било јасно да ће промијенити средину чим се за такво што укаже прилика. Из Крагујевца је на љето 2012. стигла понуда коју је било тешко одбити.

##### Раднички(2012 — 2015)
Крагујевачки клуб је основан управо 2012. и то са намјером да постане конкурентан на свим нивоима. Добио је право учешћа у националном шампионату и ЛЕН Купу Европе, а за ту прилику су, осим Радића, доведени асови попут Вање Удовичића, Филипа Филиповића, Дамира Бурића, Бориса Злоковића и Александра Ћирића. Циљ је био јасан: напасти све трофеје. Конкуренција - никад јача - стандардно снажни Партизан, појачана Црвена звезда...У првој сезони (2012—13), Раднички је стигао до финала плеј-офа националног првенства, а на међународној сцени је пао први трофеј, намијењен побједнику ЛЕН Купа Европе.
У наредној сезони (2013—14), Раднички је стигао до финала на четири фронта - у првенству и Купу Србије, Лиги Шампиона и Суперкупу Европе - и сва четири је изгубио. Радић је био константан у већем дијелу године, али ће је, између осталога, памтити и по нестварном голу који је примио у завршници Купа Србије, против Црвене звезде, када је, при неријешеном резултату, допустио да га завара шут колеге Шефика са другог краја пливалишта.
Посљедња сезона у Радничком (2014—15) била је обиљежена финансијским проблемима, одласцима важних играча и, посљедично, скромнијим амбицијама. Освојене је Куп Србије, али је одлив играчког кадра значио да Радић може да потражи нову средину.

##### Лацио (2015 — )
Крајем љета 2015. Радић је прихватио понуду римског Лација који има велике планове за блиску будућност. Ипак, скроман играчки кадар их умногоме ограничава, па на половини сезоне 2015/16. заузимају 11. мјесто у конкуренцији 14 екипа Серије А1.

#### Клупски трофеји:
- Побједник Евролиге са Приморцем (1): 2008/09.
- Побједник ЛЕН Купа Европе са Радничким (1): 2012/13.
- Побједник Суперкупа Европе са Приморцем (1): 2009/10.
- Првак Црне Горе са Приморцем (2): 2006/07, 2007/08.
- Побједник Купа СР Југославије са Приморцем (1): 2002/03.
- Побједник Купа Црне Горе са Приморцем (1): 2009/10.
- Побједник Купа Србије са Радничким (1): 2014/15.

### Репрезентација

#### СР Југославија/Србија и Црна Гора(1999 — 2006)
Са јуниорском репрезентацијом СР Југославије, Радић је 1998. у Братислави освојио златну медаљу на Европском првенству, а 1999. у Кувајту бронзану медаљу на Свјетском првенству.
Одличне игре у Приморцу, али и одсуство Александра Шоштара, тада најбољег југословенског голмана, препоручили су га Николи Стаменићу, селектору "А" тима. Здравков деби на великом такмичењу било је Европско првенство 1999. одржано у Фиренци. Плави делфини су играли знатно испод очекивања, освојивши разочаравајуће седмо мјесто. Услиједиле су промјене у стручном штабу и играчком кадру, па у новој поставци није било мјеста за Радића. Повратник Шоштар био је неприкосновен, баш као и његов насљедник, Денис Шефик, а улогу резерве имао је Никола Куљача.
Тако је било све до 2005. када се, на позив Петра Поробића, Радић вратио у репрезентацију са којом је, као резервни голман, освојио Свјетско првенство 2005, Свјетску лигу 2005. и Свјетски куп 2006.
Била су то посљедња такмичења на којима су заједно наступали играчи из Србије и Црне Горе. Државна заједница је, наиме, престала да постоји, па је играчима остало да се опредијеле за који од та два тима ће играти у будућности. Радић је одлучио да брани за Црну Гору.

#### Црна Гора(2006 — )
Црна Гора је, као сасвим нова репрезентација, морала да пропусти нека велика такмичења, попут Европског првенства 2006. и Свјетској првенства 2007. те да почне од нуле, односно, од "Б" првенства Европе. Како се радило о скупу прекаљених, изврсних играча - међу којима је био и Радић - црвене ајкуле су брзо постале дио елитног друштва. Црногорци су, мимо свих очекивања, освојили златну медаљу на Европском првенству 2008. Радић је то првенство почео као први голман, али је, усљед нешто слабије форме, мјесто међу стативама препустио Милошу Шћепановићу који се, потом, прометнуо у једног од јунака подвига у Малаги. Мјесец дана касније, освојено је четврто мјесто на Олимпијским играма у Пекингу.
У 2009. је освојена Свјетска лига, и то на домаћем терену, али је на Свјетском првенству у Риму претрпљен прави бродолом - освојено је тек девето мјесто. По освајању сребрне медаље у Свјетској лиги 2010. црногорској репрезентацији се прикључио и Денис Шефик, али то није дало очекиване резултате. Напротив. Честе промјене на голу - Радић и Шћепановић су наизмјенично пропуштали по једно велико такмичење - уносиле су дозу несигурности, па се и то може сматрати једним од разлога што је Црна Гора остваривала резултате знатно испод реномеа свог играчког кадра. Радић је пропустио Свјетско првенство 2011. и Олимпијске игре 2012. а у међувремену је освојио сребрну медаљу на Европском првенству 2012.
Након повлачења Шефика (2012), гол црвених ајкула опет је бранио двојац Радић — Шћепановић. На Свјетском првенству 2013. освојена је сребрна, у Свјетској лиги 2014. бронзана медаља, а на Европском првенству 2014. четврто мјесто. У сјећању црногорских навијача остаће чувена полуфинална утакмица, између Црне Горе и Србије, када су црвене ајкуле прокоцкале четири гола предности (8:4) и изгубиле утакмицу, тиме и прилику да се домогну завршнице.
Не тако сјајна форма у 2015. оставила га је ван списка путника на Свјетско првенство у Казању, али се у први тим вратио који мјесец касније, доласком Владимира Гојковића на мјесто селектора.